# Giannoulis Chalepas

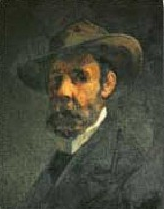
Porträt Giannoulis Chalepas von Nikiforos Lytras

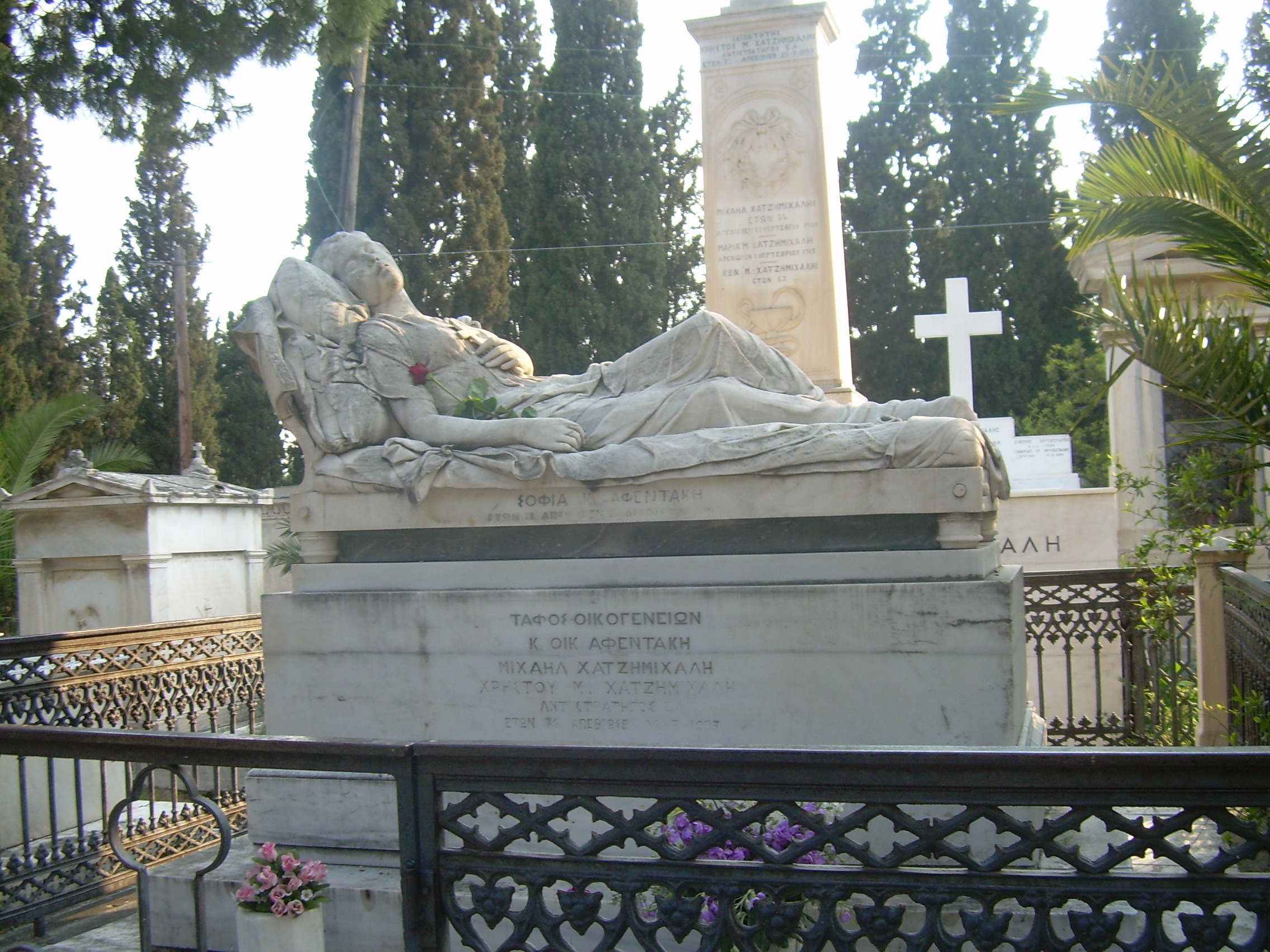
Giannoulis Chalepas bekanntesten Werk Die Schlafende. Grab von Sophia Afentaki im Ehrenfriedhof von Athen.

Giannoulis Chalepas (griechisch Γιαννούλης Χαλεπάς, * 14. August 1851 in Pyrgos auf Tinos; † 15. September 1938 in Athen), auch Halepas, war einer der größten griechischen Bildhauer.

## Leben und Werke
Chalepas entstammte einer bekannten Familie von Marmorbildhauern von der Insel Tinos. Sein Vater Johannes und sein Onkel unterhielten ein Unternehmen der Bildhauerei, mit Zweigstellen in Bukarest, Smyrna und Piräus. Giannoulis war der älteste der fünf Söhne der Familie. Er zeigte bereits in frühen Jahren ein Interesse für die Bildhauerei und half seinem Vater bei dessen Arbeit. Seine Eltern sahen ihn zunächst für den Beruf des Kaufmanns vor, doch Chalepas entschied sich, Bildhauer zu werden.
Von 1869 bis 1872 studierte Chalepas an der Hochschule der Bildenden Künste Athen als Schüler von Leonidas Drosis. 1873 setzte er sein Studium in München fort, mit einem Stipendium der Panhellenischen Anstalt der Maria Verkündung von Tinos. In München wurde Chalepas ein Schüler von Max von Windemann. Während seines Aufenthaltes in München, stellte er die Werke Das Märchen der Wunderschönen und Satyr, der mit Eros spielt aus. Beide Werke erhielten hervorragende Kritiken und wurden ausgezeichnet.
1875 stellte Chalepas das Werk Satyr, der mit Eros spielt zusammen mit dem Relief Zärtlichkeit in der Kunstausstellung von Athen aus.
1876 kehrte Chalepas endgültig nach Griechenland zurück und eröffnete in Athen ein Atelier. Im Jahr darauf, begann er mit der Arbeit zu seinem bekanntesten Werk Die Schlafende. Dabei handelt es sich um eine Grabplastik für das Grab von Sophia Afentaki Ersten Athener Friedhof.

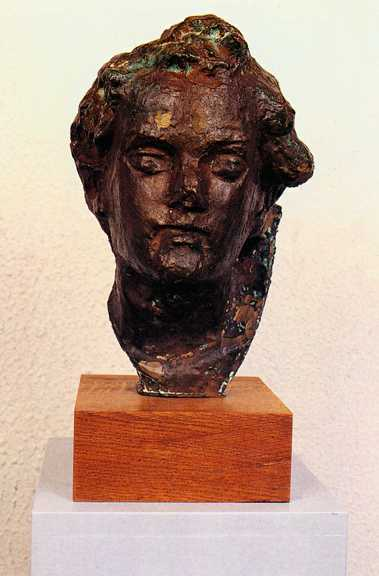
Frauenkopf (Florina Museum für Moderne Kunst)

Im Winter des Jahres 1877/78 erlitt Chalepas scheinbar ohne Grund einen Nervenzusammenbruch und begann seine Werke zu zerstören. Auch versuchte er wiederholt, sich das Leben zu nehmen. Der Grund seiner psychischen Erkrankung lag in einem krankhaften Drang nach Perfektionismus, einer Erschöpfung durch die pausenlose Arbeit und einer enttäuschten Liebe zu einer Frau aus Tinos, um deren Hand er vergeblich angehalten hatte. In der damaligen Zeit war die psychiatrische Wissenschaft noch nicht weit entwickelt und die Ärzte konnten die tiefliegenden Gründe seiner Erkrankung nicht heilen. Auf Anraten der Ärzte, schickten seine Eltern ihn zur Erholung nach Italien. Doch diese Therapie hatte nur vorläufigen Erfolg. Mit seiner Rückkehr nach Griechenland setzten die Krankheitssymptome wieder ein: Versenkung in Schweigen, Isolation, sinnloses Lachen. Als sich sein Zustand weiter verschlechterte, diagnostizierten die Ärzte im Jahre 1888 bei Chalepas eine Geisteskrankheit. Seine Familie brachte ihn in die Psychiatrie nach Korfu. In der Psychiatrie durfte er weder zeichnen noch formen, weil man darin die Ursache seiner Erkrankung sah. Werke, die er in seinem Schrank versteckte, wurden ihm weggenommen und zerstört. Von den wenigen Werken, die er in dieser Zeit herstellte, hat sich nur ein einziges erhalten, das ein Aufseher im Keller der Psychiatrie deponiert hatte und zufällig 1942 entdeckt wurde.
1901 starb Chalepas Vater. Ein Jahr später holte seine Mutter ihn zu sich nach Tinos. Dort lebte er unter der strengen Aufsicht der Mutter, die davon ausging, dass ihr Sohn durch die Kunst verrückt geworden sei. Aus diesem Grund erlaubte sie ihm nicht, sich mit der Bildhauerei zu befassen. Selbst Entwürfe zerstörte sie. Als seine Mutter 1916 starb, hatte Chalepas keinerlei Beziehung mehr zu Kunst. Er lebte völlig verarmt als Schafhirte und war im Dorf als Verrückter stigmatisiert. Gleichwohl fand er noch einmal die Kraft, sich mit der Bildhauerei zu befassen. Die ihm dabei zur Verfügung stehenden Mittel waren äußerst primitiv, aber er versuchte mit Eifer die verlorenen Kunstjahre zurückzugewinnen.
1923 fertigte der Athener Professor für Bildhauerei Thomas Thomopoulos, ein Bewunderer von Chalepas, Gipsabdrücke seiner Werke her und präsentierte sie 1925 in einer Ausstellung der Akademie von Athen. Bereits zwei Jahre später, wurden Chalepas Werke mit dem höchsten griechischen Kunstpreis ausgezeichnet. Sein großes Talent als geborener Bildhauer und der Ruf des verrückten Künstlers der wieder gesund wurde, machten ihn schnell bekannt als eine Art zweiten van Gogh oder Rodin. 1928 folgte eine weitere Ausstellung seiner Werke.
Aufgrund der Beharrlichkeit einer Nichte von ihm, zog er 1930 nach Athen. Die letzten Jahre seines Lebens verbrachte er ihm Familienkreis. Er blieb bis zu seinem Tod schöpferisch tätig. Chalepas starb am 15. September 1938.
Chalepas war ein Künstler zwischen Genialität und Wahnsinn und eine der herausragendsten Persönlichkeiten der griechischen Kunstgeschichte. Seine Werke, von denen sich rund 150 erhalten haben, werden hauptsächlich der klassizistischen Kunst zugeordnet. Sie zeichnen sich aus durch eine große Ausdruckskraft ihrer Gesichter und Körper. Diesbezüglich stehen sie den Werken eines Rodin in nichts nach.